# ТЕС Форт-Вікторія
ТЕС Форт-Вікторія — теплова електростанція на острові Маврикій, розташована на узбережжі Індійського океану трохи південніше від порту столиці країни Порт-Луї.
Майданчик Форт-Вікторія став другим (після ТЕС Сент-Луї) місцем розміщення генеруючих потужностей у столиці острівної країни. З 1964 по 1989 рік тут встановили сім дизель-генераторів Mirlees потужністю по 6 МВт, два Brush по 9 МВт та два MAN по 9,8 МВт. Станом на 2014 рік з них у роботі залишалося тільки найбільш нове обладнання MAN, тоді як інше стало можливим вивести з експлуатації після запуску в 2010—2012 роках шести дизель-генераторів виробництва фінської компанії Wartsila типу 16V46 з одиничною потужністю 15 МВт.
Все обладнання станції Форт-Вікторія розраховане на використання нафтопродуктів.